# Richard Koo
Richard Koo (chinesisch 辜朝明, Pinyin Gū Cháomíng, jap. リチャード・クー; * 1954 in Kōbe) ist ein taiwanischer Ökonom. Er ist Berater am Center for Strategic and International Studies und Chefökonom des Nomura Research Institute in Tokio, das zu den Nomura Holdings gehört. Koo beriet mehrere japanische Premierminister in Wirtschaftsfragen, war als einer der ersten Nicht-Japaner beteiligt am Entwurf von Japans ökonomischen Fünf-Jahres-Plans und war von 1999 bis 2011 das einzige nicht-japanische Mitglied der Militärstrategie-Konferenz des japanischen Verteidigungs-Ministeriums.
Koo ist Experte für Konjunkturforschung und prägte den Begriff „Bilanzrezession“ („balance sheet recession“).

## Leben
Koo studierte Politikwissenschaft an der University of California at Berkeley (Bachelor 1976) und machte an der Johns Hopkins University 1979 seinen Master in Wirtschaftswissenschaften. Ab 1981 arbeitete er für die Federal Reserve Bank of New York. 1984 wechselte er zum Nomura Research Institute.
Seit 1998 ist er Gastprofessor an der Waseda-Universität in Tokio.

## Werk
Koo hat sich intensiv mit den Folgen des Platzens der Kreditblase in Japan 1990 befasst. Nach Koo dauerte es in Japan 15 Jahre, bis die Privatwirtschaft zum japanischen Wachstum beitrug, da die japanische Regierung gemäß den Empfehlungen des IWF 1997 die staatlichen Ausgaben reduzierte, was eine Rezession verursachte. Japans Rezession habe gezeigt, dass in derartigen Krisensituationen Unternehmen nicht versuchen den Profit zu maximieren, sondern die Schulden zu minimieren, um ihre Kreditwürdigkeit zu erhöhen.
Koo vertritt die Position, dass in der Folge der Finanzkrise der Staat durch Investitionen für Wachstum sorgen müsse, da die Privatwirtschaft aktuell spare. Zudem hätte das Sparen bei Schulen und bei der Forschung gravierende Folgen für zukünftige Generationen. Es bestehe für die US-Wirtschaft die Gefahr, dass bei Reduzierung der Staatsausgaben eine jahrelange Deflation und Rezession wie in Japan die Folge sein könnte. Koo meint, dass verschiedene Industrienationen, insbesondere die USA und auch Europa, infolge der Finanzkrise in einer ähnlichen Situation seien, wie es Japan in den 1990er Jahren gewesen sei und die Gefahr einer Deflation und jahrelangen Rezession für diese bestehe (siehe auch: Investitionsfalle).
Der Titel seines Buches The Holy Grail of Macroeconomics: Lessons from Japans Great Recession bedeutet eine Anspielung auf eine Aussage, die Ben Bernanke 1995 traf: „To understand the Great Depression is the Holy Grail of macroeconomics.“
Eine Bilanzrezession ist nach Koo ein Abschwung der Wirtschaft einer Volkswirtschaft, nach dem Platzen einer Immobilien- oder Aktienblase, und keine konjunkturzyklische Kontraktionsphase.

## Veröffentlichungen
- Balance Sheet Recession: Japan’s Struggle with Uncharted Economies and Its Global Implications. John Wiley & Sons, 2003, ISBN 0-470-82116-7
- The Holy Grail of Macroeconomics: Lessons from Japans Great Recession. John Wiley & Sons, 2009, ISBN 0-470-82494-8
- Handelt jetzt! Das globale Manifest zur Rettung der Wirtschaft. (mit Heiner Flassbeck, Paul Davidson, James K. Galbraith & Jayati Ghosh) Westend, 2013, ISBN 978-3-86489-034-5
- The Escape from Balance Sheet Recession and the QE Trap. John Wiley & Sons, 2014